# Голубка (песня)
«La paloma» («Голубка») — песня, написанная около 1860 года испанским (баскским) композитором Себастьяном Ирадьером (1809—1865). Это одна из самых часто исполняемых песен в мире (делит популярность с песней Битлз  "Yesterday").
Песня является общеизвестным представителем жанра кубинской хабанеры. Ирадьер написал её во время или после поездки на Антильские острова. Именно от хабанеры песня взяла свой характерный ритм.
Как утверждает продюсер 6-дисковой компиляции различных версий «Голубки» на немецком лейбле Trikont, в мире известно более 2000 различных изданных записей этой песни. Композиция записывалась такими певцами и музыкантами, как Мирей Матье, Элвис Пресли, Хулио Иглесиас, Джеймс Ласт, Акер Билк, Арти Шоу, Андре Рьё, Джил Эванс, Клавдия Шульженко, Алла Пугачёва и многими другими.
Содержание  песни базируется на мифе, по которому белые голуби  приносят домой последнее послание любви от моряка, потерявшегося в море. В 492 г. до н.э., во время вторжения Дария Великого в Грецию персидский флот под командованием Мардония попал в шторм у берегов горы Афон и потерпел крушение. Именно тогда  греки впервые увидели белых голубей, спасающихся с  тонущих персидских кораблей. Вероятнее всего, это были почтовые голуби, которых персы брали с собой, покидая Персию.

## Текст песни

### Русский вариант
Перевод С. Б. Болотина, Т. С. Сикорской:
Когда из твоей Гаваны уплыл я вдаль,
Лишь ты угадать сумела мою печаль.
Заря золотила ясных небес края,
И ты мне в слезах шепнула, любовь моя:
Припев:
Где б ты ни плавал, всюду к тебе, мой милый,
Я прилечу голубкой сизокрылой.
Парус я твой найду над волной морскою,
Ты мои перья нежно погладь рукою.
О, голубка моя! Будь со мною, молю!
В этом синем и пенном просторе,
В дальнем родном краю.
О, голубка моя! Как тебя я люблю!
Как ловлю я за рокотом моря
Дальнюю песнь твою.
Когда я вернусь в Гавану, в лазурный край, -
Меня ты любимой песней моей встречай.
Вдали от Гаваны милой, в родном краю
Я пел день и ночь прощальную песнь твою.
Припев:
Где б ты ни плавал, всюду к тебе, мой милый,
Я прилечу голубкой сизокрылой.
Парус я твой найду над волной морскою,
Ты мои перья нежно погладь рукою.
О, голубка моя! Будь со мною, молю!
В этом синем и пенном просторе,
В дальнем родном краю.
О, голубка моя! Как тебя я люблю!
Как ловлю я за рокотом моря
Дальнюю песнь твою.
Где б ты ни плавал, всюду к тебе, мой милый,
Я прилечу голубкой сизокрылой.
Парус я твой найду над волной морскою,
Ты мои перья нежно погладь рукою.